# La Orotava
La Orotava település Spanyolországban, Santa Cruz de Tenerife tartományban. La Orotava Adeje, Santa Úrsula, Arafo, Güímar, Fasnia, Arico, Granadilla de Abona, Vilaflor, Guía de Isora, Santiago del Teide, Icod de los Vinos, La Guancha, San Juan de la Rambla, Los Realejos és Puerto de la Cruz községekkel határos. Lakosainak száma 42 585 fő (2024).

## Népesség
A település népessége az elmúlt években az alábbi módon változott:
| Lakosok száma | 38 670 | 39 909 | 40 644 | 41 171 | 41 726 | 41 179 | 41 500 | 42 029 | 42 434 | 42 585 |
|               | 2001   | 2004   | 2007   | 2009   | 2012   | 2014   | 2017   | 2019   | 2022   | 2024   |